# Катастрофа Ан-8 близ Ступино
Катастрофа Ан-8 близ Ступино — авиакатастрофа, произошедшая во вторник, 30 марта 1978 года во время учебно-тренировочного полёта самолёта Ан-8 (бортовой номер 20 красный) близ города Ступино Московской области.

## Катастрофа
Экипаж выполнял плановый учебно-тренировочный полет в районе аэродрома Ступино-6 (деревня Крутышки), целью которого была проверка техники пилотирования командира корабля. Выполнив первый полёт в зону в течение 40 мин и совершив посадку, экипаж после руления совершил взлёт для второго полёта по кругу, который должен был проходить по приборам с закрытым шторкой остеклением кабины со стороны проверяемого командира корабля. Сразу после взлёта при уборке закрылков на высоте 150 м самолёт потерял высоту, снизившись до 30 м, затем снова перешел в набор высоты. Набрав высоту 330 м с уменьшением скорости полета с 380—400 км/ч до 320 км/ч, Ан-8 опять перешел на снижение с углом 7 град до столкновения с деревьями и землёй. Самолёт проделал при падении просеку в лесу длиной несколько сот метров, разрушился и сгорел. Катастрофа произошла в районе ДПРМ в 4 км от ВПП менее чем через 2 минуты после взлёта.

## Выводы комиссии, расследовавшей АП
Расследованием АП занималась совместная комиссия Министерства обороны и авиационной промышленности с участием НИИЭРАТ города Люберцы. Точная причина авиационного происшествия не установлена. В момент уборки закрылков запись на регистраторе параметров полета МСРПП-12 зарегистрировала неподвижность руля высоты в течение нескольких секунд. Отказов авиатехники выявлено не было. Согласно РЛЭ самолёта Ан-8 в момент уборки закрылков следует взять штурвал «на себя» для парирования возникающего значительного пикирующего момента.
При расследовании рассматривались версии:
- рассоединение тяг управления руля высоты,
- ошибочное,
- непреднамеренное стопорение руля высоты устройством стопорения на стоянке.

Согласно другой версии причиной могло стать разрушение или деформация силового шпангоута, возникшие в результате нагрузок на элементы силового набора в момент уборки закрылков. Это могло вызвать перекос центроплана и заклинивание тяги управления рулем высоты в направляющих. В 70-е годы для продления ресурса планера силовые шпангоуты самолётов Ан-8 усиливались накладками, устанавливаемыми на шпангоуты поверх обшивки фюзеляжа.
В материалах расследования наиболее вероятной причиной катастрофы принята версия о попадании пряжки лямки ножного обхвата парашюта в стакан штурвальной колонки.

## Память
В память этого авиационного происшествия недалеко от места происшествия, на кладбище села Среднее, установлен монумент. Там же похоронены некоторые члены экипажа. На памятнике также установлены памятные стальные доски с именами погибших воинов 445-го истребительного авиаполка, защищавшего Каширу и Ступино в 1941—42 гг.

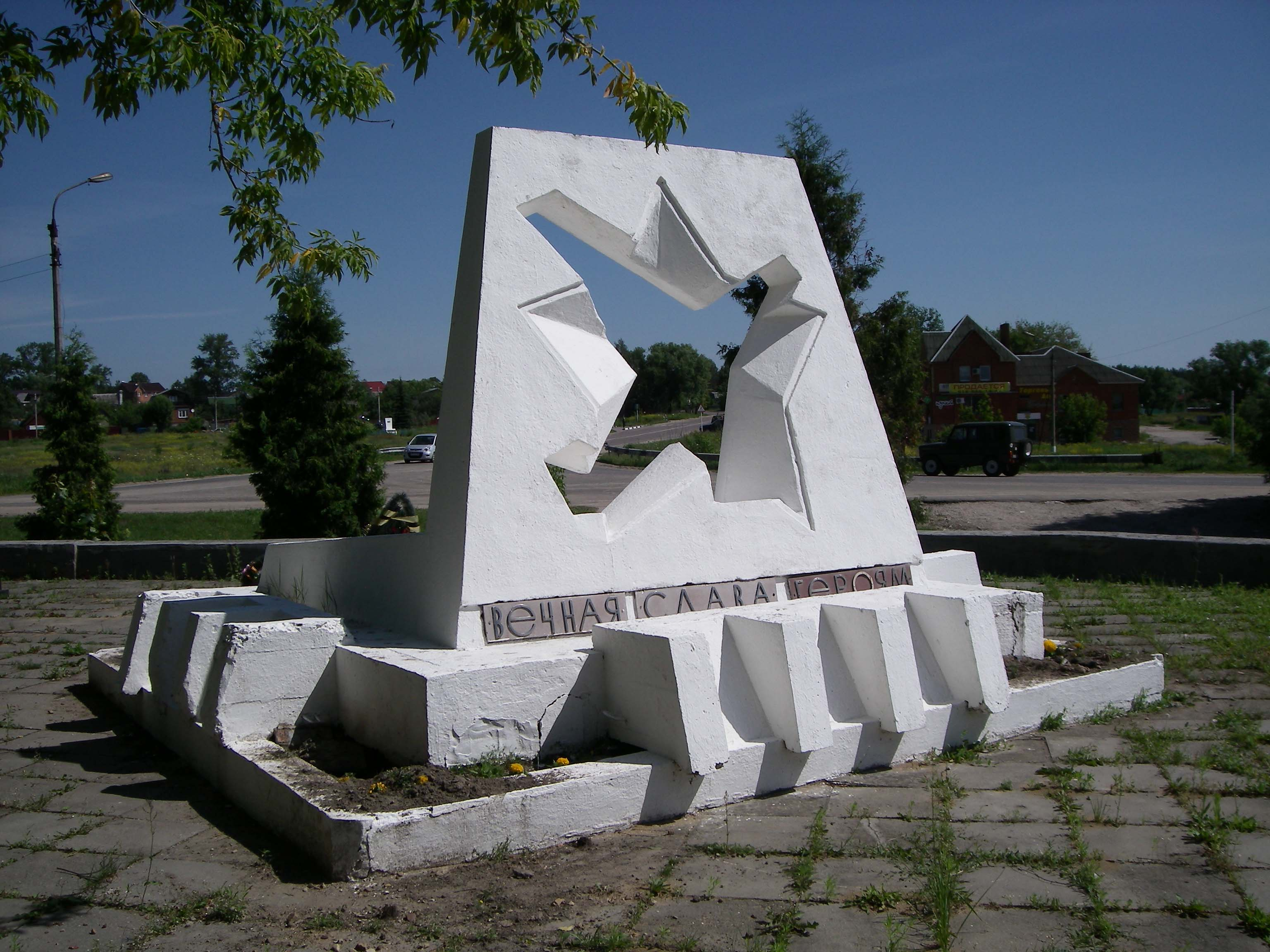